# 亨德利·庫爾尼亞萬·薩帕特拉
亨德利·庫爾尼亞萬·薩帕特拉（英語：Hendri Kurniawan Saputra，1981年5月12日—），新加坡退役男子羽毛球運動員，在印尼出生及長大，後轉為代表新加坡出賽，並在2005年入籍新加坡，擅長雙打項目。

## 簡歷
亨德利·庫爾尼亞萬·薩帕特拉來自一個熱愛羽毛球的家庭，與弟弟亨德拉·維加亞和妹妹欣塔·穆利亞·薩里都是新加坡的羽毛球運動員。亨德利·庫爾尼亞萬·薩帕特拉曾經在印尼國家訓練營中贏得男子雙打分組比賽，但是卻沒有受到重視，於是他與弟弟亨德拉·維加亞接受新加坡羽毛球協會的挖腳轉而代表新加坡出賽，並在2005年取得新加坡的永久居留權。
亨德利·庫爾尼亞萬·薩帕特拉曾經與李羽佳搭檔，代表新加坡參加2006年英聯邦運動會羽毛球比賽混合雙打項目。他們先是在準決賽中以1比2（21-19、14-21、17-21）敗於英格蘭的內森·羅布森/蓋爾·埃姆斯，最後於銅牌爭奪戰中以2比1（21-14、21-23、21-6）戰勝馬來西亞的古健傑/黃佩蒂。
2008年8月，亨德利·庫爾尼亞萬·薩帕特拉/李羽佳的混雙組合在奧運積分榜排名為第13，獲得2008年夏季奧林匹克運動會羽毛球混合雙打項目的參賽資格。他們在淘汰賽的首輪即以直落二敗於丹麥的托馬斯·雷伯恩/卡米拉·呂特·尤爾，止步十六強。
2010年10月，亨德利·庫爾尼亞萬·薩帕特拉與其弟亨德拉·維加亞合作參加2010年英聯邦運動會羽毛球比賽男子雙打項目，並先後擊敗來自北愛爾蘭、曼島和蘇格蘭的對手，僅在準決賽敗於馬來西亞的陳文宏/古健傑。在銅牌爭奪戰中，他們擊敗同樣來自新加坡的隊友黄梓良/查特·奇雅加特，獲得銅牌。
在獲得大英國協運動會銅牌的七個月後，亨德利與亨德拉兄弟認為新加坡羽毛球協會對他們開出過於嚴格的目標，加上亨德利的年紀不小而難以達成，在與新加坡羽協溝通無果之下，兩人遂於2011年5月3日提交退出申請。退役之後，亨德利與亨德拉兄弟創辦了一間羽毛球學校。

## 主要比賽成績
只列出曾進入準決賽的國際賽事成績：
| 年份   | 賽事                   | 公開賽級別 | 項目     | 搭檔          | 成績   |
| ------ | ---------------------- | ---------- | -------- | ------------- | ------ |
| 1999年 | 亞洲青年羽毛球錦標賽   | 其他       | 混合雙打 | Eny Erlangga  | 冠軍   |
| 2004年 | 中華台北羽球公開賽     |            | 混合雙打 | 李羽佳        | 準決賽 |
| 2005年 | 中國羽毛球大師賽       |            | 混合雙打 | 李羽佳        | 亞軍   |
| 2006年 | 英聯邦運動會羽毛球比賽 | 其他       | 混合雙打 | 李羽佳        | 銅牌   |
| 2006年 | 紐西蘭羽毛球公開賽     |            | 混合雙打 | 李羽佳        | 冠軍   |
| 2007年 | 荷蘭羽毛球大獎賽       | 大獎賽     | 男子雙打 | 亨德拉·維加亞 | 準決賽 |
| 2007年 | 荷蘭羽毛球大獎賽       | 大獎賽     | 混合雙打 | 李羽佳        | 亞軍   |
| 2008年 | 越南羽毛球大獎賽       | 大獎賽     | 男子雙打 | 亨德拉·維加亞 | 準決賽 |
| 2009年 | 印度羽毛球黃金大獎賽   | 黃金大獎賽 | 男子雙打 | 亨德拉·維加亞 | 亞軍   |
| 2010年 | 越南羽毛球國際挑戰賽   | 國際挑戰賽 | 混合雙打 | 梁語嫣        | 冠軍   |
| 2010年 | 加拿大羽毛球大獎賽     | 大獎賽     | 男子雙打 | 查特·奇雅加特 | 亞軍   |
| 2010年 | 英聯邦運動會羽毛球比賽 | 其他       | 男子雙打 | 亨德拉·維加亞 | 銅牌   |
| 2010年 | 印度羽毛球大獎賽       | 大獎賽     | 男子雙打 | 查特·奇雅加特 | 準決賽 |

| 2007-2017年 | 首要超級賽 | 超級賽 | 黃金大獎賽 | 大獎賽 | 國際挑戰賽 | 國際系列賽 | 未來系列賽 | 其他 |

### 奧運會和世錦賽參賽紀錄
|          | 搭檔   | 2008 |
| -------- | ------ | ---- |
| 混合雙打 | 李羽佳 | 16強 |